# Володимир (Стернюк)
Архієпископ Володи́мир Стерню́к (12 лютого 1907, с. (нині місто) Пустомити — 29 вересня 1997, Львів) — український церковний діяч. Виконувач обов'язків голови Української греко-католицької церкви протягом 1972—1991 років. Один із провідників греко-католицької церкви у підпіллі у часи комуністичного режиму.

## Життєпис
Народився 12 лютого 1907 року в с. Пустомити (Королівство Галичини та Володимирії, Австро-Угорщина, нині місто Львівська область, Україна) в сім'ї о. Володимира Стернюка, щирецького декана й пароха Пустомит біля Львова, та його дружини Євгенії Коновалець (тікти полковника Євгена Коновальця).
Освіту здобував у початковій сільській школі, згодом — у міській народній школі та Львівській гімназії. 1921 року Володимир продовжив навчання у Бельгії під опікою отців Редемптористів. Закінчивши гімназію в м. Есхен біля Антверпена, в липні 1927 р. він вступив до новіціяту Чину Найсвятішого Ізбавителя (ЧНІ) в м. Сант Тронд, водночас розпочавши університетські студії в Боплато та Лювені. У 1931 р. був рукоположений греко-католицьким єпископом Вінніпегу Василем (Ладикою) (склав вічні обіти). Завершивши навчання, о. Володимир повернувся до Галичини.
Від 1932 року був консультором провінції Редемптористів. Перебував у монастирях ЧНІ у Станиславові, Тернополі (душпастир при церкві Успення Пресвятої Богородиці, 1933—1935), Львові, а також був місіонером на Волині.
Після приходу радянських військ і з початком переслідувань УГКЦ о. Володимир категорично відмовився підписати «перехід на православ'я». Не маючи змоги душпастирювати легально, о. Стернюк влаштувався на світську роботу в університетській бібліотеці у Львові. Саме там у червні 1947 р. його було заарештовано, звинувачено у зв'язках із націоналістичним підпіллям та засуджено на 5 років виправних робіт, котрі він відбув у таборі в Єрцево Архангельської області. Після звільнення в 1952 р. офіційно працював охоронцем, а пізніше — обліковцем у Львівському тресті зеленого господарства, а згодом санітаром «швидкої допомоги».
Незважаючи на загрозу повторного арешту, о. Володимир підпільно продовжував душпастирську працю, а в 1964 році на його плечі ліг тягар архиєрейського служіння. 2 липня того року владика Василь (Величковський) уділив єпископську хіротонію о. Стернюку як своєму наступникові. В 1964 році підпільну Церкву в Україні очолив сповідник віри єпископ Василь Величковський, а потім його наступник — митрополит Володимир Стернюк. Незважаючи на всі зусилля режиму, під проводом підпільної ієрархії продовжувалося церковне життя на Батьківщині та в місцях заслань: діяли підпільні семінарії та монастирі, зроджувалися нові покликання до священничого та монашого життя.
У 1969 р. Кир Василія було заарештовано та засуджено на 3 роки ув'язнення, а невдовзі його змусили виїхати за межі СРСР «без права повернення». Так з 1972 р. владика Володимир (Стернюк) очолив УГКЦ в Україні як місцеблюститель митрополичого престолу. З боку радянської влади предстоятель церкви у підпіллі зазнавав систематичного тиску: обшуки, конфіскації, стеження, допити і «профілактичні» розмови. Водночас присутність правлячого єрарха в Україні в умовах переслідувань давала змогу зберігати апостольську спадкоємність УГКЦ та дозволила очолити процес виходу з підпілля й розбудови церковних структур наприкінці 80-х років минулого століття. Навесні 1991 року, після повернення патріарха Мирослава Івана (Любачівського) в Україну, архієпископ Володимир завершив своє служіння як місцеблюститель Глави Церкви.
Помер 29 вересня 1997 р., похований у крипті собору святого Юра.

## Світлини

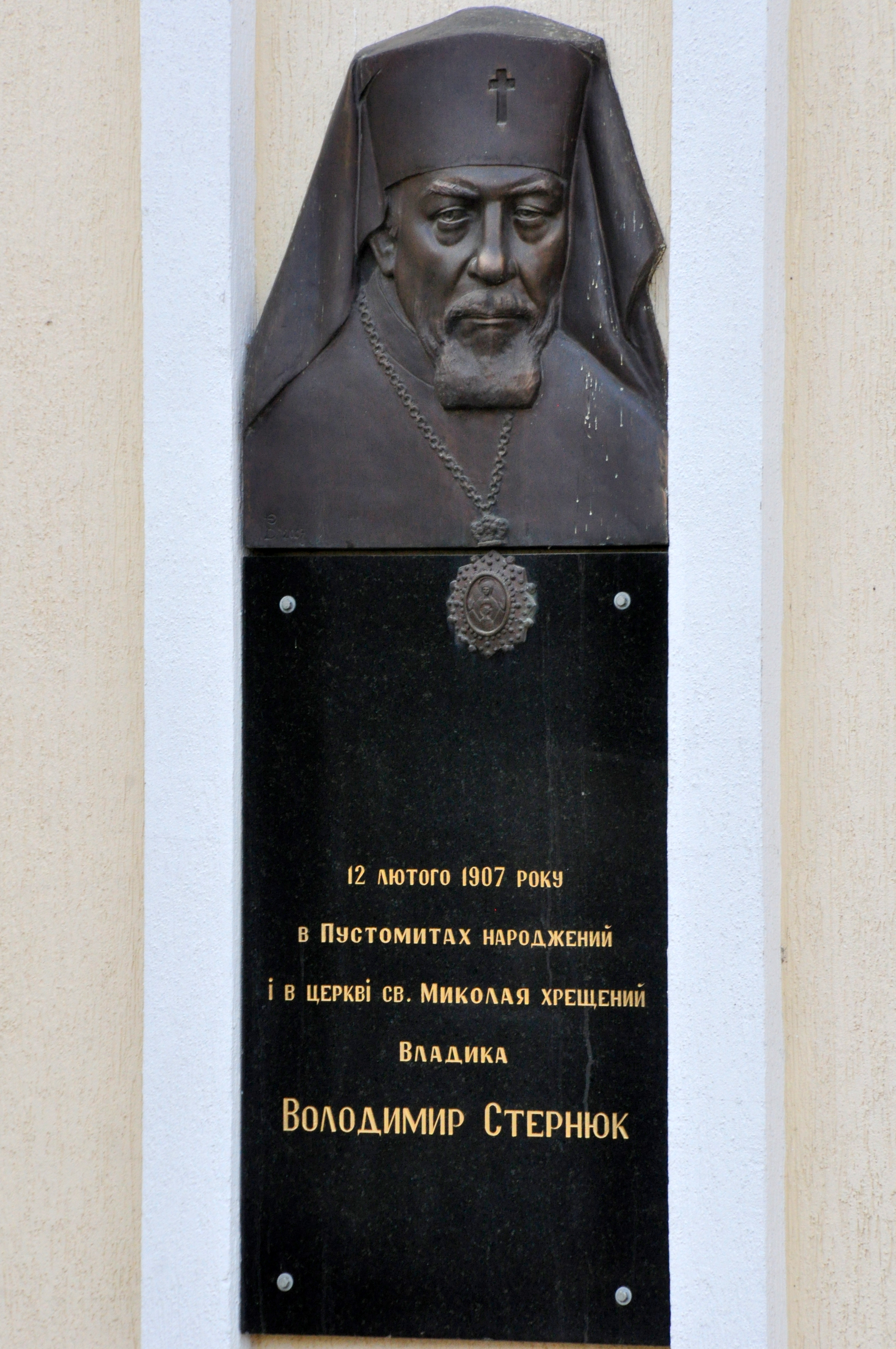
Пам'ятна дошка на Миколаївській церкві в Пустомитах, де був хрещений майбутній Владика
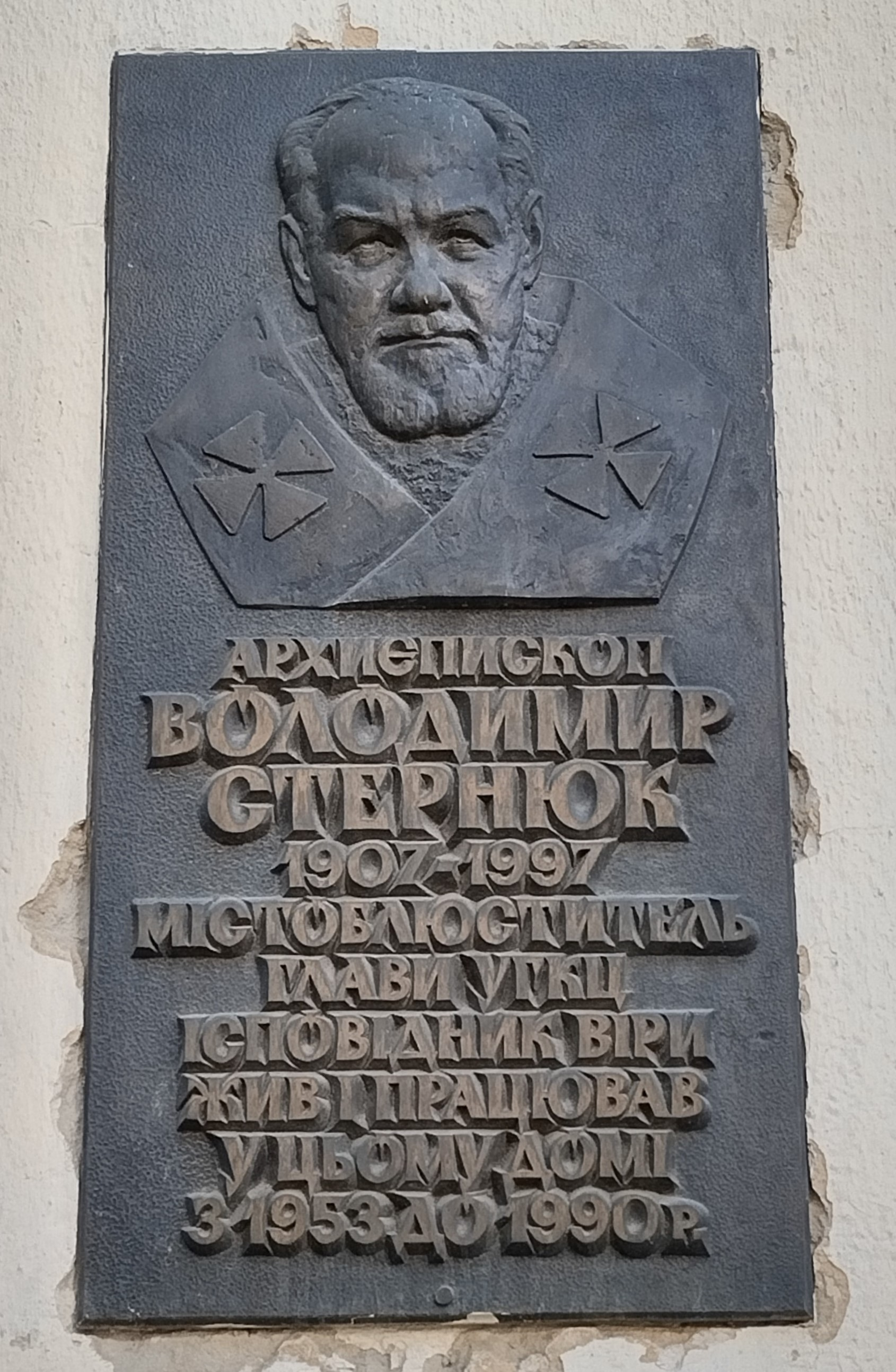
Меморіальна таблиця на вул. Туган-Барановського, 30 у Львові